# Großofen
Der Großofen ist ein 1473 m ü. A. hoher Berg mit Felsen bei Modriach, auf der Koralpe in den Lavanttaler Alpen.

## Lage und Umgebung
Im Gipfelbereich des Großofens befinden sich drei markante Felsformationen, die der Erhöhung ihren Namen geben. Der Großofen liegt zwischen dem Mitterberg (1279 m ü. A.) und dem Gfällkogel (1527 m ü. A.). Seine Öfen sind über Holzleitern frei zugänglich und bieten eine umfassende Sicht in die Umgebung. 

## Aufstieg
Von Modriach führt im Uhrzeigersinn ein Wanderweg über den „Steinernen Tisch“ zum Großofen, gegen Uhrzeigersinn ist der Gipfel über den Anstieg (Wanderweg 35) via Ochsenkogel zu erreichen. Beide Wege lassen sich zu einer Rundwanderung kombinieren.

## Nutzung
Im Zuge der Errichtung des „Windparks Freiländeralm 2“ ist auch der Großofen selbst und sein Nahbereich mit fünf Anlagen betroffen, die den Charakter der Umgebung maßgeblich beeinträchtigen.